# Deep Shadows and Brilliant Highlights
Deep Shadows and Brilliant Highlights – trzeci album HIM, wydany 27 sierpnia 2001. Podobnie jak Razorblade Romance, Deep Shadows and Brillant Highlights doczekał się również kilku reedycji. Album bardzo kontrowersyjny, skłócił wewnętrznie zespół i prawie doprowadził do rozwiązania HIM.

## Lista utworów

### Jewel Case
1. "Salt in Our Wounds"
2. "Heartache Every Moment"
3. "Lose You Tonight"
4. "In Joy and Sorrow"
5. "Pretending"
6. "Close to the Flame"
7. "Please Don't Let It Go"
8. "Beautiful"
9. "Don't Close Your Heart"
10. "Love You Like I Do"

### Digipack
1. "Salt in Our Wounds" - 3:57
2. "Heartache Every Moment" - 3:56
3. "Lose You Tonight" - 3:40
4. "In Joy and Sorrow" - 3:59
5. "Pretending" - 3:55
6. "Close to the Flame" - 3:46
7. "You Are the One" - 3:26
8. "Please Don't Let It Go" - 4:29
9. "Beautiful" - 4:33
10. "In Love and Lonely" - 3:46
11. "Don't Close Your Heart" - 4:14
12. "Love You Like I Do" - 5:14

### 2 w 1 (Finlandia)
1. "Salt in Our Wounds" - 3:57
2. "Heartache Every Moment" - 3:56
3. "Lose You Tonight" - 3:40
4. "In Joy and Sorrow" - 3:59
5. "Pretending" - 3:55
6. "Close to the Flame" - 3:46
7. "Please Don't Let It Go" - 4:30
8. "Beautiful" - 4:33
9. "Don't Close Your Heart" - 4:14
10. "Love You Like I Do" - 5:14
11. "Video Pretending - Video"
12. "I Love You" - 3:09
13. "Poison Girl" - 3:51
14. "Join Me in Death" - 3:36
15. "Gone With the Sin" - 4:21
16. "Razorblade Kiss" - 4:18
17. "Wicked Game" - 3:53
18. "The Heartless" - 4:01
19. "One Last Time" - 5:10

### Multimedia CD
(limitowana wersja - 15.000 sztuk)
Zawartość
- mała dyskografia
- opis Deep Shadows and Brilliant Highlights
- galeria z 21 zdjęciami
- Making the Video - Pretending
- Gone With the Sin (Video)
- Poison Girl (Video)
- Right Here in My Arms (Video)
- Wicked Game (Video)
- Join Me (Video)
- Join Me - Ice (Video)
- Koncert z Berlina - live videos

Utwory:
1. No. 13
2. Your Sweet Six Six Six
3. Poison Girl
4. Resurrection
5. Right Here in My Arms
6. It's All Tears
7. When Love and Death Embrace

### Edycja świąteczna
1. Salt in Our Wounds 3:57
2. Heartache Every Moment 3:56
3. Lose You Tonight 3:40
4. In Joy and Sorrow 3:59
5. Pretending 3:55
6. Close to the Flame 3:46
7. Please Don't Let It Go 4:29
8. Beautiful 4:33
9. Don't Close Your Heart 4:14
10. Love You Like I Do 5:14
11. Again 3:29
12. In Joy and Sorrow (String Version) 5:02
13. Pretending (The Cosmic Pope Jam Version) 8:00
14. Pretending (Video) 3:41
15. In Joy and Sorrow (Video) 3:33

### Finland Promo Edition
1. Heartache Every Moment 4:01
2. Lose You Tonight 3:41
3. In Joy and Sorrow 4:01
4. Pretending 3:56
5. Close to the Flame 3:58
6. Salt in Our Wounds 4:02
7. Please Don't Let It Go 4:38
8. Love You Like I Do 5:39

## Twórcy
- Ville Valo – wokal
- Mikko Paananen – gitara basowa
- Lily Lazer – gitara
- Mikko Karppinen – perkusja
- Janne Purttinen – instrumenty klawiszowe

## Pozycje na listach
| Lista | Kraj   | Pozycja |
| ----- | ------ | ------- |
| OLiS  | Polska | 3       |